# Языковые изменения
Языковые изменения — изменения, происходящие на разных уровнях языковой системы (фонетическом, грамматическом, синтаксическом, семантическом) в ходе исторического развития языка.

## Причины языковых изменений
Причины языковых изменений многообразны, они могут быть вызваны как внешними, так и внутрисистемными причинами. Среди наиболее важных в лингвистике выделяются:
- Экономия языковых средств: говорящие стремятся повысить эффективность коммуникации и передать максимум информации с помощью минимального набора средств. Естественным ограничителем в оптимизации языкового кода является способность адресата декодировать сообщение. Обмен языковыми сообщениями при этом интерпретируется в терминах экономического обмена, как результат компромисса между интересами адресата и адресанта, каждый из которых стремится повысить прибыль и снизить издержки. Вариантом принципа экономии является принцип наименьшего усилия, в области фонетики обоснован Андре Мартине. Согласно этому принципу, говорящие стремятся прилагать как можно меньше усилий для производства речи, естественно до тех пределов, пока это не препятствует распознаванию речи адресатом. Этим, в частности, можно объяснить многие фонетические процессы, такие как редукция, элизия, упрощение групп согласных, стяжение. В норме новая «экономная» форма сосуществует со старой и имеет шанс закрепиться в языке, если продемонстрирует собственную эффективность.
- Аналогия: выведенный ещё младограмматиками принцип, в соответствии с которым морфологические формы в ходе исторического развития стремятся уподобиться тем элементам парадигмы, которые наиболее частотны (обладают большей «лексической силой», в терминах Дж. Байби), или следовать моделям словоизменения, свойственным более крупным классам слов: ср. процесс постепенной замены форм типа машу на формы типа махаю под влиянием «сильных» элементов парадигмы типа махать, махал и проч. Аналогические процессы могут происходить и в целые морфологических классах слов: так, например, двувидовые глаголы в русском языке на -ова- (организовать, арестовать) развивают новые формы несовершенного вида с суффиксом -ива-/-ыва- (организовывать, арестовывать).
- Языковые контакты и миграции: заимствование лексики, элементов грамматики и фонетики из других языков. В случае масштабного влияния языков друг на друга могут развиваться такие новые (гибридные) формы языка, как пиджины и креольские языки.

## Универсальность фонетических изменений

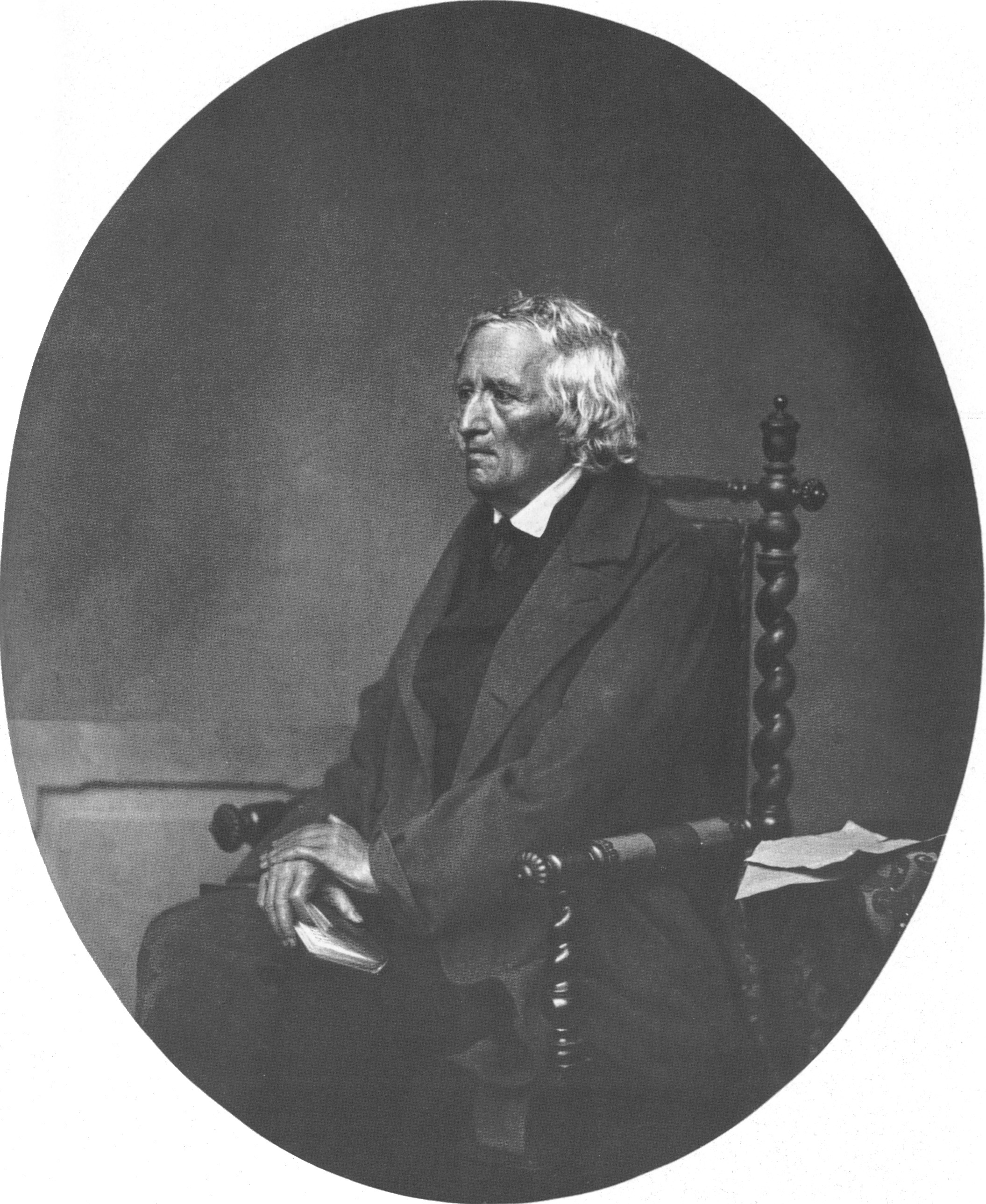
Якоб Гримм, автор закона Гримма

Отличительная черта языковых изменений в фонетике — универсальность. Так, фонетические изменения затрагивают все единицы языка, имеющие определённую группу гласных или согласных, с чётко определённой тенденцией к изменению. К примеру, в народной латыни Иберии под влиянием субстрата средиземноморских языков произошёл переход f > h > нуль звука в начале слова (ср. лат. filius > исп. hijo 'сын'). При этом, однако, звук [f] сохранился перед дифтонгом: лат. focus > исп. fuego.
«Исключения» в языковых изменениях имеют соответствующее объяснение. Так, в народной латыни Иберии латинские окончания существительных мужского и среднего рода -us/-um > -о (ср. лат. caelum > исп. cielo 'небо'). При этом, однако, в ряде частотных церковных лексем этот и другие языковые законы, распространившиеся в устной речи, были реализованы лишь частично: лат. spiritus > исп. espiritu 'дух' вместо гипотетической формы *espirito, лат. benedictum > исп. bendito вместо гипотетического *biendicho, что соответствовало бы закону, что объясняется употреблением латыни в качестве языка богослужения. Иногда «исключения» формулируются в виде более частных законов: так, закон Гримма (первое передвижение германских согласных) был уточнён К. Вернером, и уточнение получило наименование закона Вернера.